# Katharine Hayhoe
Katharine Anne Scott Hayhoe (nascida em 15 de abril de 1972) é uma cientista atmosférico e professora associada de ciência política na Universidade Texas Tech, onde ela é diretora do Centro de Ciência do Clima. Ela é também a CEO da empresa de consultoria ATMOS.

## Início da vida e educação
Hayhoe é de Toronto, Ontário, Canadá. Ela estudou física e astronomia na Universidade de Toronto e obteve um Bachelor of Science em 1994. Ela então estudou ciências atmosféricas na Universidade de Illinois em Urbana-Champaign e obteve um Mestrado e um doutorado.

## Carreira
Hayhoe trabalha no Texas Tech desde 2005. É autora de mais de 120 publicações revisadas por pares, e escreveu o livro A Climate for Change: Global Warming Facts for Faith-Based Decisions, juntamente com seu marido, Andrew Farley. Ela também é co-autora de alguns relatórios para a agência dos EUA que monitora mudanças globais e para a Academia Nacional de Ciências, incluindo documentos sobre mudanças climáticas. Sobre sua pesquisa, Hayhoe disse: "a mudança climática está aqui e agora, e não em algum tempo ou lugar distante", acrescentando que "as escolhas que fazemos hoje terão um impacto significativo sobre o nosso futuro." Ela tem servido também como perita avaliadora para o Painel Intergovernamental sobre Mudanças Climáticas.
Ela foi chamada de  "talvez a melhor comunicadora sobre mudanças climáticas." Time a listou entre as 100 pessoas mais influentes em 2014. Também em 2014, a União Americana de Geofísica concedeu-lhe o prêmio de comunicação. Recebeu, em 2019, o prêmio "Campeões da Terra" na categoria Ciência e Inovação, oferecido pela ONU Meio Ambiente.

## Livro de Newt Gingrich
Hayhoe escreveu um capítulo de um livro por Newt Gingrich sobre mudança climática em 2009. Mas Gingrich anunciou ao final que tiraria o capítulo.
Ao descobrir que seu capítulo havia sido eliminado, Hayhoe disse que gastou mais de 100 horas de trabalho não remunerado no capítulo. Alguns têm especulado que Gingrich decidiu eliminar o capítulo porque um de seus colaboradores havia atacado as conclusões de Hayoe. 
Por sua campanha por mudanças nas políticas de clima, Hayoe foi alvo de ataques de alas conservadoras, incluindo assédio.

## Vida pessoal
Hayhoe, que é uma cristã evangélica, é filha de missionários. Ela declarou que confessar sua vida como cristã e cientista é "como sair do armário". Seu pai, Doug Hayhoe, foi coordenador de ciência no Toronto District School Board, e, atualmente, é professor associado de educação na Tyndale University College and Seminary, em Toronto. Hayhoe creditou seu pai como uma inspiração com relação à sua crença de que a ciência e a religião não têm de estar em conflito com uma com a outra.
Ela conheceu seu marido, Andrew Farley, ao fazer estudos de pós-graduação na Universidade de Illinois. Farley é um linguista e o pastor de uma igreja evangélica em Lubbock, Texas.